# Scalmicauda chalcedona
Scalmicauda chalcedona är en fjärilsart som beskrevs av Sergius G. Kiriakoff 1968. Scalmicauda chalcedona ingår i släktet Scalmicauda och familjen tandspinnare. Inga underarter finns listade.